# بوب غريني (صحفي)
بوب غريني (بالإنجليزية: Bob Greene)‏ هو صحفي أمريكي، ولد في 10 مارس 1947 في أوهايو في الولايات المتحدة.

## وصلات خارجية
- بوب غريني على موقع IMDb (الإنجليزية)
- بوب غريني على موقع ميوزك برينز (الإنجليزية)